# Antony Kambani
Antony Kambani (15 dicembre 1963 – Harare, 6 gennaio 2021) è stato un calciatore e giocatore di calcio a 5 zimbabwese.

## Carriera
Come massimo riconoscimento in carriera vanta la partecipazione, con la Nazionale di calcio a 5 dello Zimbabwe. al FIFA Futsal World Championship 1989 nel quale la selezione africana non ha superato il primo turno, affrontando Stati Uniti, Italia e Australia. È morto il 6 gennaio 2021.